# Imperial Settlers
Imperial Settlers ist ein Brettspiel des Spieleautors Ignacy Trzewiczek, welches auf dessen Spiel 51st State aufbaut. Es erschien 2014 bei Portal Games in einer polnischen und kurz darauf auch in einer englischen Version, 2015 wurde es unter anderem auf Deutsch bei Pegasus Spiele veröffentlicht. Das Spiel ist für ein bis vier Spieler ab 10 Jahren geeignet und dauert etwa 45–90 Minuten.

## Ausstattung
Das Spiel hat Spielkarten, für jedes Volk eine weibliche und männliche Völkertafel und insgesamt 136 Holzteile als Rohstoffe, sowie weitere 68 Plättchen. Im Einzelnen besteht das Spiel aus:
1 Wertungsplan, 4 Völkerplättchen, 1 Rundenzählerplättchen, 4 Völkertafeln (Barbaren, Ägypter, Japaner und Römer), 120 Völkerkarten (je 30× Barbaren, Ägypter, Japaner und Römer), 84 allgemeine Karten, 16 Angriffskarten, 38 Holz-, 38 Steine-, 38 Nahrungs- und 40 Arbeiterplättchen, 18 Zerstörungs- und 10 Verteidigungsplättchen, 24 Goldmarker, 6 Vervielfältigungsplättchen, 1 Startspielermarker, 4 ägyptische Spezialplättchen und 4 Spielübersichten.
Zu Imperial Settlers sind mehrere Erweiterungen mit weiteren Völkern erhältlich.

## Spielprinzip
Die Spieler schlüpfen in die Rolle der Staatenlenker antiker Imperien und errichten monumentale Großmächte. Dies kann auf kriegerische oder friedliche Weise geschehen. In jeder Runde kann aus einer Vielzahl von Aktionen aus den eigenen ausliegenden Karten gewählt werden, um Gebäude zu errichten, Handel mittels Rohstoffe und Gold zu treiben oder die Mitspieler zu bekämpfen. Den Ausbau ihres Imperiums organisiert man mit seiner Kartenauslage.
Es gibt diverse Spielvarianten sowie einen Solitärmodus für Alleinherrscher.

## Spielablauf
Zu Beginn wählt sich jeder Mitspieler ein Volk aus, Ägypter, Japaner, Barbaren und Römer. Zu jedem Volk gibt es ein individuelles Kartendeck sowie für alle Spieler einen gemeinsamen allgemeinen Kartenstapel. Das Spiel läuft über 5 Runden je 4 Phasen:
1. Kartenphase: Ziehen einer Völker- und zwei allgemeine Karten
2. Ertragsphase: Produktion neue Waren (Rohstoffe, Gold, Arbeiter, Zerstörungs- & Verteidigungsplättchen, Karten, Siegpunkte) aus den folgenden Quellen: Völkertafeln – Handelsabkommen – Produktionsorte
3. Aktionsphase: Es stehen zahlreiche Aktionen zur Verfügung (die Aktionen werden reihum gespielt, solange der letzte Spieler gepasst hat):
  1. Ort bauen (inkl. der Einkommen dieses Ortes).  Es gibt drei Arten von Orten: Produktion (bringen Rohstoffe) – (Sonder-)Fähigkeiten – Aktionen (Nutzbar gegen Ware)
  2. Handelsabkommen treffen
  3. Zerstören: Wahl zwischen Handkarten zerstören und Zerstören eines gegnerischen Ortes gegen Waren.
  4. Aktionsort aktivieren
  5. Arbeiter gegen Rohstoff / Karten tauschen
4. Aufräumen und Vorbereiten der nächsten Runde

Am Spielende zählen die Siegpunkte, die während des Spiels gesammelt wurden, sowie die in der Endwertung ausliegenden Orte.

## Ausgaben und Rezeption
Das Spiel Imperial Settlers wurde von Ignacy Trzewiczek auf der Basis seines Spiels 51st State entwickelt und 2014 bei Portal Games in einer polnischen und kurz darauf auch in einer englischen Version veröffentlicht. 2015 erschienen mehrere weitere Versionen des Spiels in verschiedenen Sprachen, darunter eine deutsche Version bei Pegasus Spiele, eine niederländische Version bei White Goblin Games und eine spanische bei Edge Entertainment; weitere Versionen erschienen auf Tschechisch, Russisch, Portugiesisch, Italienisch, Ungarisch, Französisch, Japanisch und Chinesisch.
Das Spiel wurde von zahlreichen Blogs, Rezensionsplattformen und Zeitschriften besprochen und bekam in der Regel gute bis sehr gute Wertungen. In einer Rezension von Roy Burger in der spielbox wurde es von diesem mit 7 von 10 Punkten bewertet, wobei sich die Hauptkritik auf die mangelnde Interaktion der Spieler bezieht. Die wurde auch von anderen Rezensenten der Zeitschrift bestätigt und Edwin Ruschitzka beschrieb es gar als „Autistenspiel“.

## Belege
1. 1 2  Spielregeln (Seite nicht mehr abrufbar, festgestellt im Juli 2025. Suche in Webarchiven)  Info: Der Link wurde automatisch als defekt markiert. Bitte prüfe den Link gemäß Anleitung und entferne dann diesen Hinweis. für Imperial Settlers
2. ↑  
Versionen von Imperial Settlers in der Datenbank BoardGameGeek; abgerufen am 6. Juli 2017.
3. ↑  Roy Burger: Imperial Settlers: Bloß nichts übrigbehalten! In: spielbox 6/2015, S. 50–51.